# ルイーザ・リップマン
ルイーザ＝クリスティン・リップマン（Louisa-Christin Lippmann, 1994年9月23日 - ）は、ドイツの女子バレーボール選手、ビーチバレーボール選手。元ドイツ代表。
表記の揺れでルイザ・リップマンと記されることがある。

## 来歴
ノルトライン＝ヴェストファーレン州ヘルフォルト出身。出身地にあるTG Herford（ドイツ語版）のユースチームに入団した。2010年にUSCミュンスター（ドイツ語版）に入団し、ブンデスリーガ2部の北部リーグでプレーした。2012年からミュンスターの1部チームに昇格した。同年、ドイツジュニア代表に選出され、ヨーロッパジュニア選手権（U-19）で5位入賞を果たした。
2013年にはシニア代表に選出されたが、肩の故障により代表デビューは果たせなかった。
2014年5月のモントルーバレーマスターズ・アメリカ戦において、途中出場しブロック1得点をあげて代表デビューを果たした。同年、リーグチャンピオンチームであるドレスナーSCへ移籍した。2016年から代表チームのオポジットを任せられている。2018年に日本で開催された世界選手権ではチームトップの得点を記録した。2016/17シーズンから2年間シュヴェリーンSCでプレーした後、2018/19シーズンはイタリアセリエAのイル・ビゾンテ・フィレンツェでプレーした。2020年、オランダで開催された東京五輪バレーボール欧州大陸予選でベストオポジット賞を受賞した。
2022年以降はビーチバレー選手として活動。

## 所属クラブ
- USCミュンスター（2010-2014年）
- ドレスナーSC（2014-2016年）
- シュヴェリーンSC（2016-2018年）
- イル・ビゾンテ・フィレンツェ（2018-2019年）
- 上海（2019-2020年）
- シュヴェリーンSC（2019-2020年）
- ロコモティブ・カリーニングラード（2020-2021年）
- サヴィーノ・デルベーネ・スカンディッチ（2021-2022年）

## 参考サイト
- FIVB公式プロフィール
- ドイツバレーボール連盟による公式プロフィール2021